# Amstel Gold Race 1983
L'Amstel Gold Race 1983, diciottesima edizione della corsa, si svolse il 23 aprile 1983 su un percorso di 247 km da Heerlen a Meerssen. Fu vinta dall'australiano Phil Anderson, che terminò in 5h 50' 26".

## Ordine d'arrivo (Top 10)
| Pos. | Corridore               | Squadra       | Tempo    |
| ---- | ----------------------- | ------------- | -------- |
| 1    | Phil Anderson           | Peugeot       | 5h50'26" |
| 2    | Jan Bogaert             | Europ Decor   | a 31"    |
| 3    | Jan Raas                | TI-Raleigh    | s.t.     |
| 4    | Jacques Hanegraaf       | TI-Raleigh    | s.t.     |
| 5    | Étienne De Wilde        | La Redoute    | s.t.     |
| 6    | Gilbert Duclos-Lassalle | Peugeot       | s.t.     |
| 7    | Luc Colyn               | Fangio        | s.t.     |
| 8    | Patrick Cocquyt         | Safir         | s.t.     |
| 9    | Ad Wijnands             | TI-Raleigh    | s.t.     |
| 10   | Steven Rooks            | Sem-France L. | s.t.     |